# Revenga de Campos
Revenga de Campos es una localidad y municipio de la provincia de Palencia (comunidad autónoma de Castilla y León, España). Localidad situada en el Camino de Santiago Francés, entre Frómista y Carrión de los Condes.

## Historia
Se conserva la noticia de que el 30 de octubre de 1517 llega hasta Revenga de Campos el emperador Carlos V, donde pernocta en una casa de campo rodeada de agua a la que se accedía a través de un puente levadizo.

### SigloXIX
Así se describe a Revenga de Campos en la página 381 del tomo XIII del Diccionario geográfico-estadístico-histórico de España y sus posesiones de Ultramar, obra impulsada por Pascual Madoz a mediados del siglo XIX:

REBENGA

Lugar con ayuntamiento en la provincia y diócesis de Palencia (6 leguas), partido judicial de Carrión de los Condes (2), audiencia territorial y capitanía general de Valladolid (14).
Situado en terreno llano y a la margen derecha del río Ucieza. Su clima es algo frío, bien ventilado y sano.
Consta de 180 casas, escuela de primeras letras concurrida por 46 niños y 26 niñas dotada con 36 fanegas de trigo y 400 reales; 6 fuentes de que se surten los vecinos; iglesia parroquial (San Lorenzo) servida por un cura de segundo ascenso y 3 beneficiados.
El término confina por N Villarmentero; E Población de Campos; S Amayuelas y San Cebrián, y O Lomas.
Su terreno es de excelente calidad y en especial la parte próxima al Ucieza. Está dividido en 3 valles de poca extensión y cuyas aguas vienen a unirse al citado río. Hay algunos huertos con árboles frutales, y se ha plantado pocos años hace un terreno por el general Amor de toda clase de estos y viñedo de la mejor calidad.
Producciones: trigo, cebada, centeno, algunas legumbres, frutas y vino; se cría ganado lanar, vacuno y mular, aunque en corto número; caza de liebres, perdices y otras aves, y pesca de barbos, anguilas, escachos y cangrejos.
Industria: la agrícola y demás oficios necesarios.
Población: 110 vecinos, 572 almas.

Capital productivo: 233.600 reales. Imponible: 17.809.

## Geografía humana

### Demografía
Cuenta con una población de 136 habitantes (INE 2024).
| Gráfica de evolución demográfica de Revenga de Campos entre 1842 y 2021 |
| |
| Población de derecho según los censos de población del INE Población de hecho según los censos de población del INEEn estos censos se denominaba Revenga: 1842 y 1857 En este censo se denominaba Revenga del Camino: 1860 |

| 1900 | 1910 | 1920 | 1930 | 1940 | 1950 | 1960 | 1970 | 1981 | 1991 |
| 840  | 777  | 660  | 692  | 630  | 630  | 509  | 382  | 301  | 187  |

## Patrimonio
Iglesia de San LorenzoDel siglo XIII y reformada en el siglo XVI. Retablos del los siglo XVII y XVIII. Destaca la imagen de la virgen del Peregrino (siglo XV).
Casas blasonadasDel siglo XVI. Una de ellas sirvió de alojamiento al emperador Carlos V.
Monolito del General AmorFamoso militar de la Guerra de la Independencia.

## Vecinos ilustres
- Bartolomé Amor de Pisa. Nacido en Revenga de Campos en 1785, fue general de caballería que destacó por su valor como suboficial en la Batalla de Gamonal (1808). Fue lugarteniente del general Díaz Porlier (el cual se refugia con su partida frecuentemente en el pueblo, haciendo de este la base para sus operaciones guerrilleras, llamando a Revenga de Campos su feudo palentino. Es ascendido a oficial y en 1810 ya comanda su propia unidad los Húsares de la Rioja. En noviembre de ese mismo año como comandante de los Cazadores de Soria. En 1811 ascendido a coronel y en 1812 como brigadier, comanda la Brigada Rioja y a continuación la División Soria. Durante las Guerras Carlistas se unió al partido Isabelino. Nombrado jefe de la División de Caballería del Ejército del Centro en 1837, derrotó al general carlista Cabrera en la batalla de Arcos de la Cantera(Cuenca)y un mes antes del abrazo de Vergara, en julio de 1839, fue nombrado gobernador militar de Zamora y posteriormente gobernador militar de Logroño y Capitán General de las Provincias Vascongadas. Murió el 11 de diciembre de 1867 en su casa de Palencia y fue enterrado en la iglesia de Revenga de Campos. Su meteórica carrera militar está jalonada de éxitos, con una extensa hoja de servicios, que se puede consultar en el Servicio Histórico Militar. Su tumba se encuentra en la plaza principal del pueblo.
- Fermín Herrero Bahillo: (Revenga de Campos, 1871 - Ávila, 1921) Psicólogo.
- Ambrosio Garrachón Bengoa: (Revenga de Campos, 7 de diciembre de 1892 - Palencia, 1952). Ingresó a los 20 años como periodista en el Diario Palentino, donde desarrolló toda su carrera profesional. Poeta y cronista de Palencia. Autor del Himno a Palencia, así como de innumerables obras y trabajos de investigación. Destaca entre sus obras "Glorias Palentinas", "Palencia y su provincia", "Victorio Macho: su vida y su obra", "Palencia. Guía del turista", etc. Toda su prolífica producción literaria estuvo marcada por su amor a Palencia, sus gentes, su tierra. Fue un espíritu volcado siempre en engradecer lo palentino.
- Amado Revilla Ordóñez (Revenga de Campos, 1939-Barcelona, 1985), torero

Merece ser mencionado, aunque no nació en la localidad, Don Bernardino Rojo González (1882-Palencia, 1975), farmacéutico y militar. Ejerció durante décadas de farmacéutico en Revenga de Campos, donde tuvo un notable laboratorio farmacéutico. Autor de Relación de las Especies Vegetales que se encuentran en una Comarca o Partido Farmacéutico que comprende el término municipal de Revenga de Campos y los limítrofes (...) (1913), obra premiada por el Colegio de Farmacéuticos de Barcelona en 1913.